# Saint-Clair, Ardèche

Saint-Clair este o comună în departamentul Ardèche din sud-estul Franței. În 1 ianuarie 2022 avea o populație de 1.292 de locuitori.